# Santuario della Beata Vergine del Castello
Il santuario della Beata Vergine del Castello si trova nel centro del comune di Fiorano Modenese sopra un'altura. Tale posizione, dovuta alla sua costruzione sui ruderi di un antico castello, rende il santuario ben visibile anche dai paesi limitrofi.

## Il castello di Fiorano

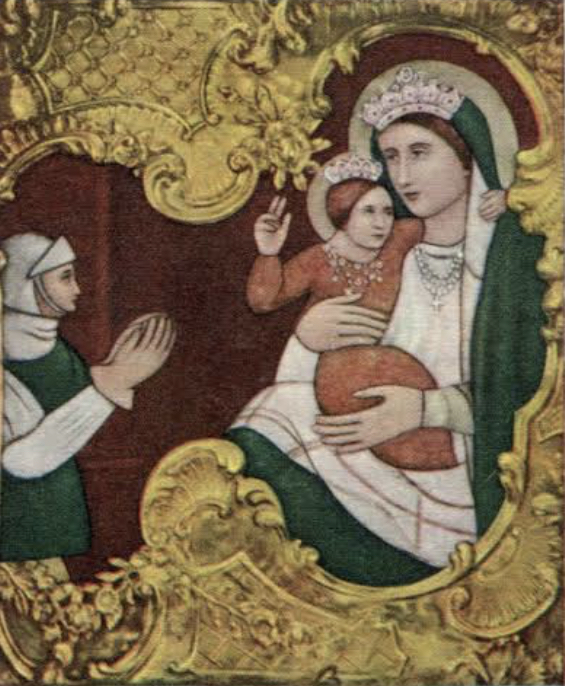
Immagine della Beata Vergine del Castello di Fiorano considerata miracolosa dai fedeli

Tra l'862 ed il 955 l'Italia fu oggetto di razzie ed invasioni ungariche. Fiorano non possedeva fortificazioni militari ed i suoi abitanti, per proteggersi dagli Ungari, erano costretti a rifugiarsi fino a Castellarano o a Rocca Santa Maria. Siccome questi due castelli erano molto distanti ed inadeguati per accogliere tutta la popolazione, la badessa Berta di San Sisto ed il vescovo di Modena Gottofredo, decisero di costruire sulla spianata superiore del colle di Fiorano un castello con torre centrale ed alcuni edifici raccolti dentro una cerchia di mura. La datazione della sua prima edificazione è probabilmente il 916 perché l'anno seguente, il 27 agosto 917, viene espressamente menzionato in un diploma con cui il re d'Italia Berengario I conferma alla figlia Berta vari possedimenti tra cui il castello di Fiorano.
Quando, nel 1309, il castello di Fiorano passò sotto il dominio dei nobili Della Rosa, il castello di Fiorano aveva un'unica cinta di mura, circondante la spianata del colle e racchiudente l'antica torre quadrilatera merlata. La cinta muraria racchiudeva anche la chiesa di San Giovanni Battista con annesso campanile, sagrato e canonica. Vi erano inoltre varie torri-case in cui risiedevano i signori del castello, tutte sulle mura. C'erano due pozzi scavati uno sulla cinta muraria nelle vicinanze dell'antica canonica ed un altro vicino alla torre del castello. I nobili Della Rosa completarono entro l'autunno del 1312 le fortificazioni del castello aggiungendo un forte baluardo con torre circolare, munito di balestriere e coronato di piattaforma merlata nell'angolo nord-est delle mura. I Della Rosa fecero inoltre costruire una cisterna nella spianata a ponente del castello allo scopo di avere acqua a sufficienza in caso di assedio. La cisterna fu poi demolita nel 1661 per la sistemazione del piazzale del santuario.

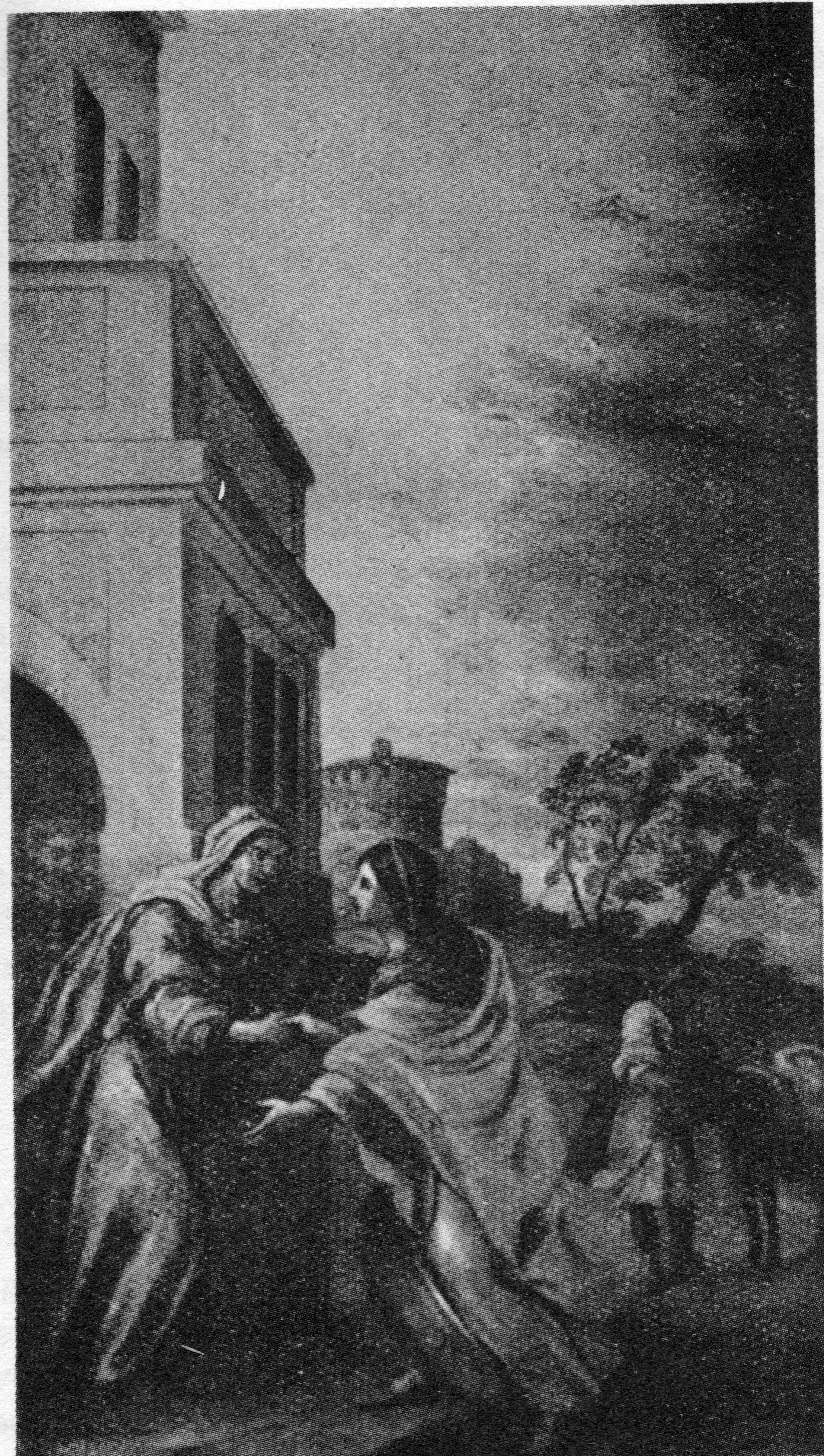
La "Visita a S. Elisabetta". Dipinto nel santuario, eseguito da Tommaso Costa nel 1674.

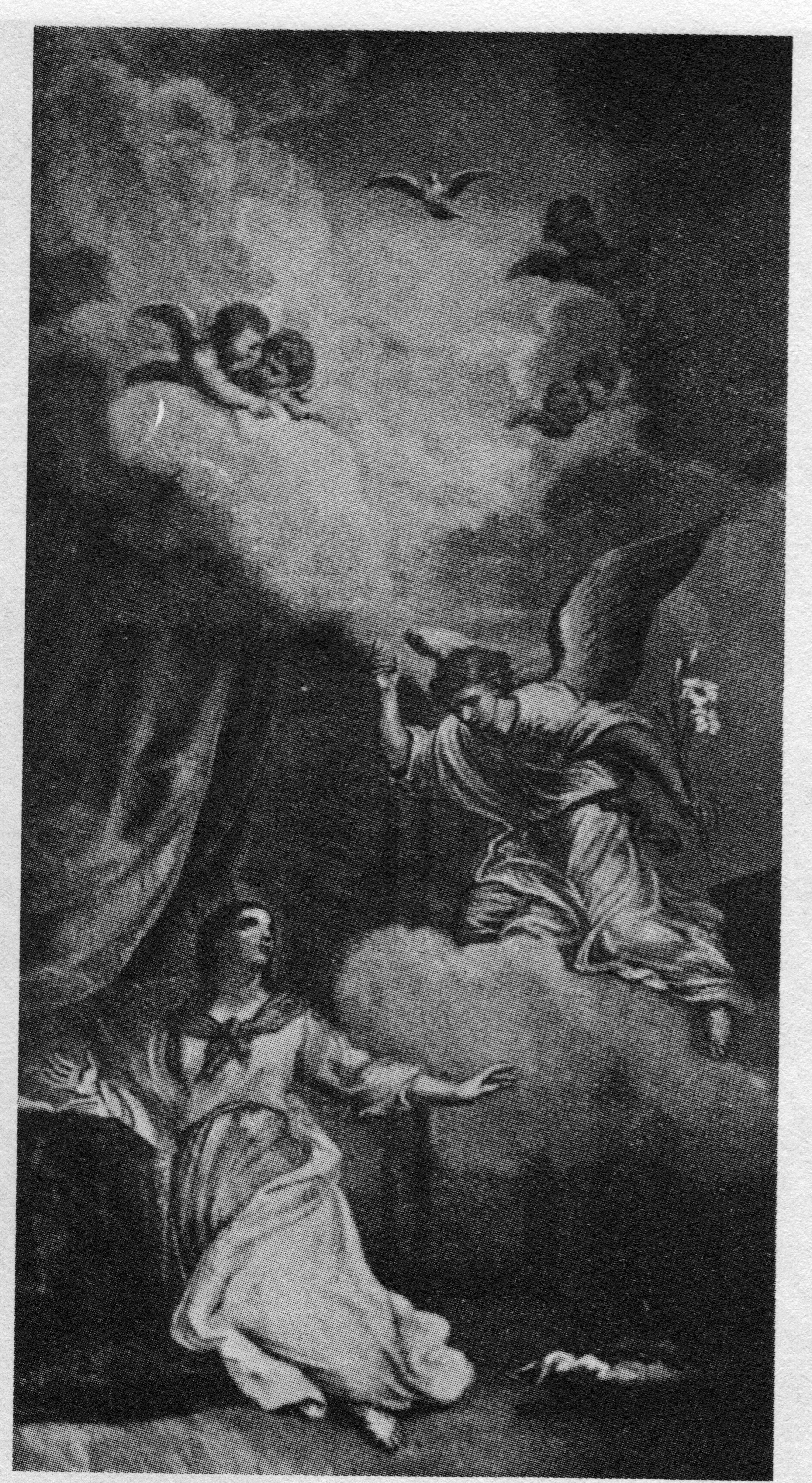
L' "Annunciazione". Dipinto nel santuario, eseguito da Tommaso Costa nel 1674.

Nella notte del 16 giugno 1325 Francesco dei Bonacolsi mise sotto assedio il castello di Fiorano. Dopo otto giorni di assedio i Della Rosa decisero per una resa condizionata e Francesco, non appena conquistato il castello, fece radere al suolo e demolire tutte le fortificazioni ed incendiare gli edifici. Venne risparmiata solo la chiesa parrocchiale.
Obizzo Della Rosa, diede inizio alle opere di restauro e ricostruzione del castello di Fiorano che vennero ultimate nell'autunno del 1328.
Il marchese Borso d'Este fece edificare un palazzo nel 1458 nel castello di Sassuolo e fece anche dipingere stanze e logge da celebri pittori modenesi. Tra questi vi era anche Bartolomeo degli Erri che lo storico Guido Bucciardi ritiene dipinse anche l'arcata sovrastante la porta di accesso al castello di Fiorano con l'effigie della beata vergine con in braccio il bambino Gesù, seppur senza documenti a sostegno, sotto l'incarico del duca Borso e su preghiera dei fioranesi, nello stesso anno 1460 in cui dipinse a Sassuolo. Altri storici come Carlo Malmusi ipotizzano che il dipinto fosse stato fatto da Angelo Calori oppure da Agnolo degli Erri fratello di Bartolomeo.
Mentre era signore di Fiorano Alessandro Pio, nell'agosto del 1510 nacque una guerra tra il papa Giulio II e il duca di Ferrara Alfonso I d'Este. Giulio II inviò quindi nel modenese suo nipote Francesco Maria I Della Rovere al comando di un esercito alla conquista del modenese. I primi di ottobre 1510, nell'ambito di queste operazioni militari, viene completamente incendiato e distrutto il castello di Fiorano: sia le mura che le torri, le case, la chiesa e la canonica. Dopo avere massivamente utilizzato i cannoni, per meglio demolire il castello, furono utilizzati anche i picconi. Nel castello diroccato si salvò solo l'immagine della Beata Vergine dipinta circa cinquant'anni prima sull'arcata sovrastante la porta del castello.
Sotto la signoria di Ercole Pio, nella notte tra il 7 e l'8 febbraio 1558, le truppe spagnole invasero Fiorano per saccheggiarla ma gli abitanti erano ben nascosti dentro le loro case e si difendevano con degli archibugi. Viste le perdite che stavano subendo, gli spagnoli cambiarono tattica e decisero di incendiare Fiorano. Fu così che accatastarono sterpaglie, fascine e vari combustibili vicino alle case addossate al massiccio della porta d'ingresso dell'antico castello e poi appiccarono il fuoco. L'antico borgo del castello era perlopiù composto da baracche e fienili perciò ben presto le fiamme incendiarono tutto. Dalla distruzione si salvò nuovamente l'immagine della Beata Vergine, considerata miracolosa al punto che si generò una continua processione di devoti che andavano a vedere, pregavano e lasciavano qualche fondo per erigere una cappella.
In seguito un pittore sconosciuto aggiunse nell'immagine il soldato spagnolo genuflesso ai piedi della Beata Vergine. Tradizione popolare vuole che il soldato spagnolo abbia le fattezze di Ercole Pio.

## Storia del santuario

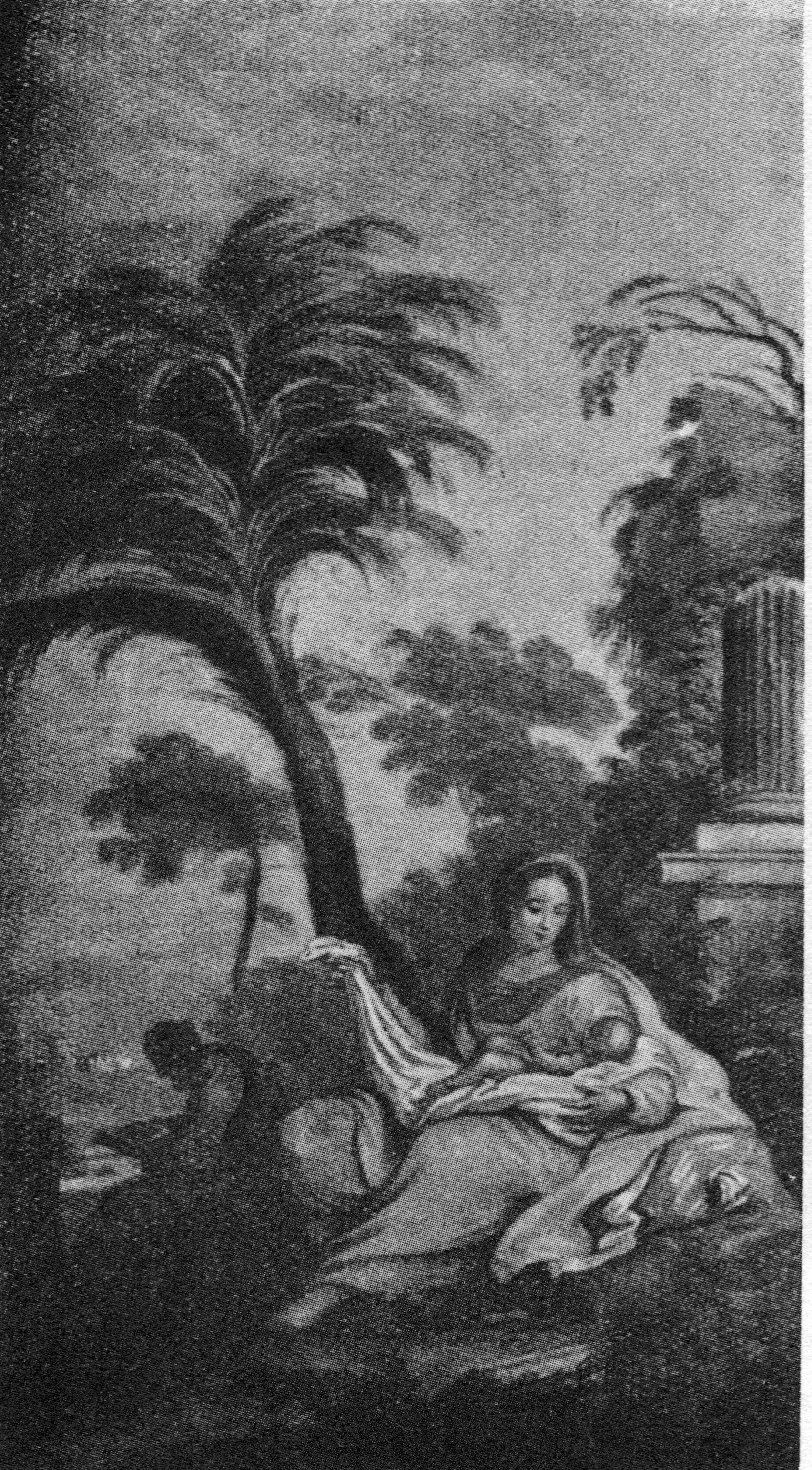
La "Fuga in egitto". Dipinto nel santuario, eseguito da Tommaso Costa nel 1674.

### Un oratorio per la Beata Vergine
Nel 1630 la peste che colpì la lombardia ed il nord Italia arrivò anche a Sassuolo ma Fiorano non fu colpita. Dai registri parrocchiali risulta che su una popolazione di 1 000 abitanti tra il 1630 ed il 1631 morirono 34 persone di cui nessuna per peste. Siccome i fioranesi avevano tanto pregato l'immagine della Beata Vergine del Castello credettero che fosse un miracolo del dipinto ed iniziarono una raccolta fondi per erigere un oratorio.
Il disegno e la direzione dei lavori di costruzione dell'oratorio furono affidate a Prospero Pacchioni di Reggio Emilia mentre l'economo fu don Alessandro Panini. Nel dicembre 1630 furono ultimati il tetto, la volta interna, le inferriate e le porte. Nel gennaio 1631 fu collocato il cancello di ferro tra l'antiporto ed il corpo dell'oratorio. Nel marzo 1631 l'oratorio è imbiancato e dipinto a colori verdi. Verso metà dell'aprile 1631 fu staccata la parte di muro su cui era dipinta l'immagine della Beata Vergine e fu collocata nell'oratorio. Il 23 aprile 1631 la sacra immagine venne solennemente benedetta dal vescovo di Modena Alessandro Rangoni.

### Edificazione del santuario
Il vescovo Alessandro Rangoni ritenne opportuno avviare un regolare processo canonico presso la Santa Sede per ottenere la conferma della miracolosità dell'immagine della Beata Vergine. Verso fine luglio 1631 arrivò a Fiorano il tribunale inviato da Roma per raccogliere le deposizioni giurate dei testimoni ed i documenti riguardanti i miracoli. Nel settembre 1633 la Santa Sede riconobbe l'autenticità dei miracoli. Tuttavia tutti i documenti di questo processo canonico sono andati perduti.

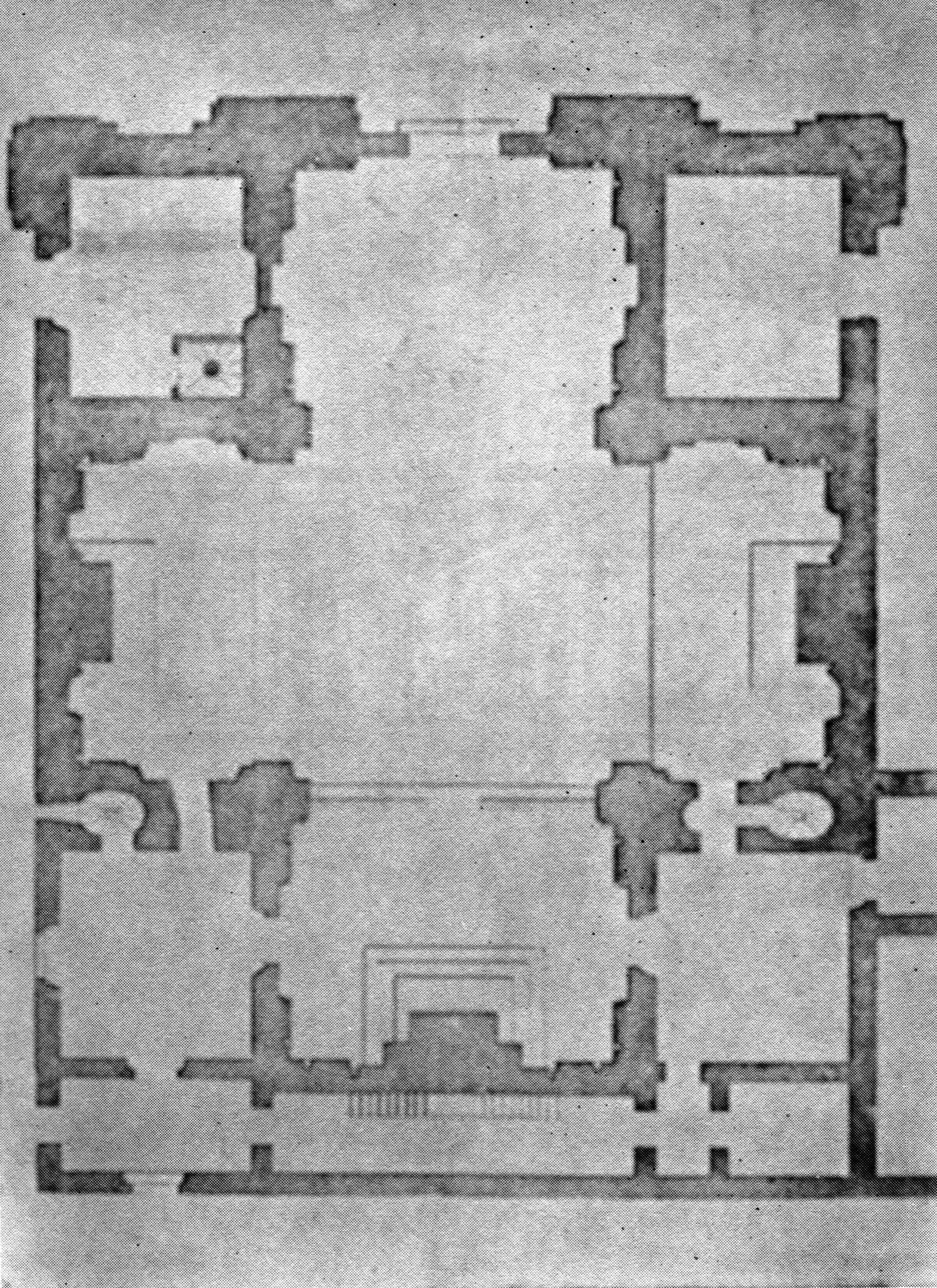
Pianta del santuario secondo il progetto originale dell'architetto Avanzini 1633

Iniziò quindi la raccolta fondi per la costruzione della chiesa che andò molto bene fin dagli inizi. Il duca Francesco I d'Este donò i ruderi dell'antico castello e quindi poté iniziare la demolizione e risistemazione del terreno. Nell'ottobre del 1633 si iniziò lo smantellamento dei tronconi delle torri e dei ruderi degli edifici. I lavori di risistemazione furono completati il 19 aprile 1634 ed il vescovo di Modena Rangoni poté riferire al duca Francesco I l'area disponibile per il santuario.
Fu così che iniziarono i lavori di costruzione del Santuario della Beata Vergine del Castello commissionato del duca Francesco I d'Este con un progetto dell'architetto Bartolomeo Avanzini.
Il 15 agosto 1634 il duca Francesco I posò solennemente la prima pietra calandola nelle fondamenta mediante un cordone di seta bianca. Il capomastro Domenico Magnanini, assistito dall'architetto Avanzini, rivestì di calce e collocò al suo posto la prima pietra che riportava la data ed il nome del duca. La seconda pietra fu calata dal vescovo di Modena e fu collocata sopra quella del duca con l'incisione della data e del nome del vescovo.
Nei giorni successivi la posa delle prime pietre si continuò con lo scavare le fondamenta e riempire le mura tanto che entro l'autunno 1634 furono completate tutte le fondamenta del corpo principale escluse le due torri. Entro la fine del 1646 fu completato anche il tetto del santuario. Il 6 aprile 1647 l'economo don Alessandro Panini appaltò allo scalpellino Tommaso Loranghi la costruzione dell'altare di marmo. L'altare fu completato l'8 settembre 1649.
Nel 1656 furono realizzati gli scavi delle fondamenta della torre di destra e nel 1657 fu interamente ultimata anche con la muratura. Nel frattempo erano stati ultimati anche i lavori di realizzazione della cappella della Madonna e le pavimentazioni in marmo. Sigismondo Caula indorò alcuni oggetti dell'altare e la nicchia della Madonna oltre che il telaio che sosteneva il cristallo di protezione. Per il santuario venne fusa sul colle di Fiorano una campana in data 1º gennaio 1658 per il costo di 2500 lire modenesi e fu innalzata sulla torre.
Il 12 ottobre 1659 si tenne la cerimonia di traslazione dell'immagine della Beata Vergine dall'oratorio al santuario alla presenza del popolo, del duca di Modena Alfonso IV d'Este (figlio di Francesco I nel frattempo deceduto) e della duchessa Laura Martinozzi oltre che del vescovo di Modena Ettore Molza.
Nell'aprile del 1661 fu demolito l'oratorio ed i materiali recuperati nella costruzione della canonica che venne ultimata 1669 così da consentire al nuovo economo-cappellano don Francesco Gatti di trasferirsi all'interno.
Sabato 15 marzo 1670 alle ore quattordici, mentre il santuario era già gremito di fedeli e il sacerdote don Virginio Casolari stava per celebrare la messa, durante l'accensione delle candele venne per errore appiccato il fuoco all'altare che si diffuse presto a tutto il santuario. Quando le fiamme si spensero, l'immagine della Beata Vergine si era nuovamente salvata da un altro incendio. I fedeli credettero in un "secondo miracolo del fuoco" e fecero generose donazioni con le quali fu ristrutturato e ricostruito ciò che era bruciato e con i soldi avanzati edificati i due altari laterali "del crocifisso" e "di San Nicolò". Gli altari laterali furono dipinti da Tommaso Costa di Sassuolo. Tanta fu la popolarità raggiunta che alle celebrazioni dell'8 settembre 1672 parteciparono oltre trentamila persone.

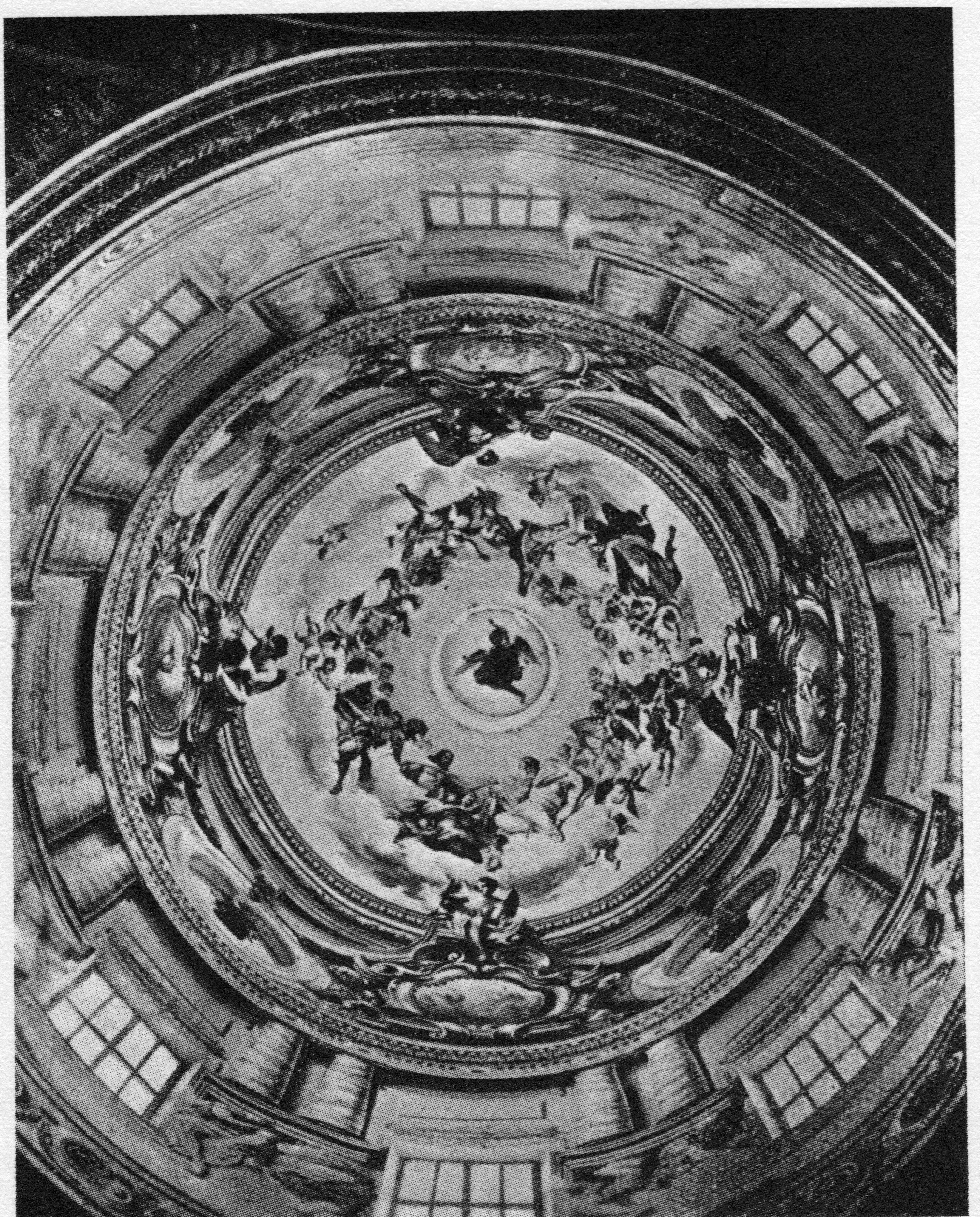
Interno della Cupola del santuario, dipinto da Sigismondo Caula nel 1681 e rifatto da Malatesta nel 1866.

Il sacerdote conte Adamo Boschetti di Modena era dotato di grandi ricchezze e decise di donare 44172 lire per la costruzione della cupola del santuario che non poteva essere costruita per mancanza di fondi. La donazione fu fatta in quindici versamenti dal 29 aprile 1678 al 21 gennaio 1682. Nella primavera del 1678 ebbero inizio i lavori murari, furono costruite le armature e demolito il tetto provvisorio sotto la direzione dell'architetto Antonio Loraghi. La croce fu fatta da Francesco Rognoni di Sassuolo. Le lastre di piombo per la cupola furono fatte venire da Venezia. Durante il 1680 furono compiute tutte le opere murarie e di rifinitura della cupola. Per l'affresco della cupola fu incaricato il pittore Sigismondo Caula di Sassuolo.
La cupola era stata completata ma l'esterno era ancora incompleto. Mancava la facciata marmorea, completamente la torre di sinistra e quella di destra doveva essere terminata. Bisogna tuttavia attendere oltre 180 anni prima che i lavori potessero ricominciare e dovettero necessariamente partire dal restauro dell'esistente.
Nel 1798 le autorità municipali degli agenti francesi disposero che tutti i beni, compresi gli arredi, del santuario fossero venduti a privati e che il culto fosse cessato chiudendo definitivamente la struttura. L'arciprete don Pier Giovanni Brascaglia propose alla Municipalità di adibire il santuario a cimitero. L'idea gli venne per evitare che il santuario potesse essere venduto o demolito. Fino ad allora i defunti della parrocchia di Fiorano erano tumulati in un cimitero chiamato Il Sagrato o Le Borre che consisteva in un pezzo di terra circondato da siepi: esposto quindi alle intemperie ed agli animali. Per queste ragioni il 27 maggio 1803 il prefetto approvò l'idea ed il santuario divenne un cimitero fino al 30 novembre 1808.
L'8 settembre 1807 il parroco don Brascaglia ottenne di poter celebrare una grande funzione con luminarie e sparo di mortaretti ripristinando così il culto nel santuario.

### Restauri dal 1817 al 1834

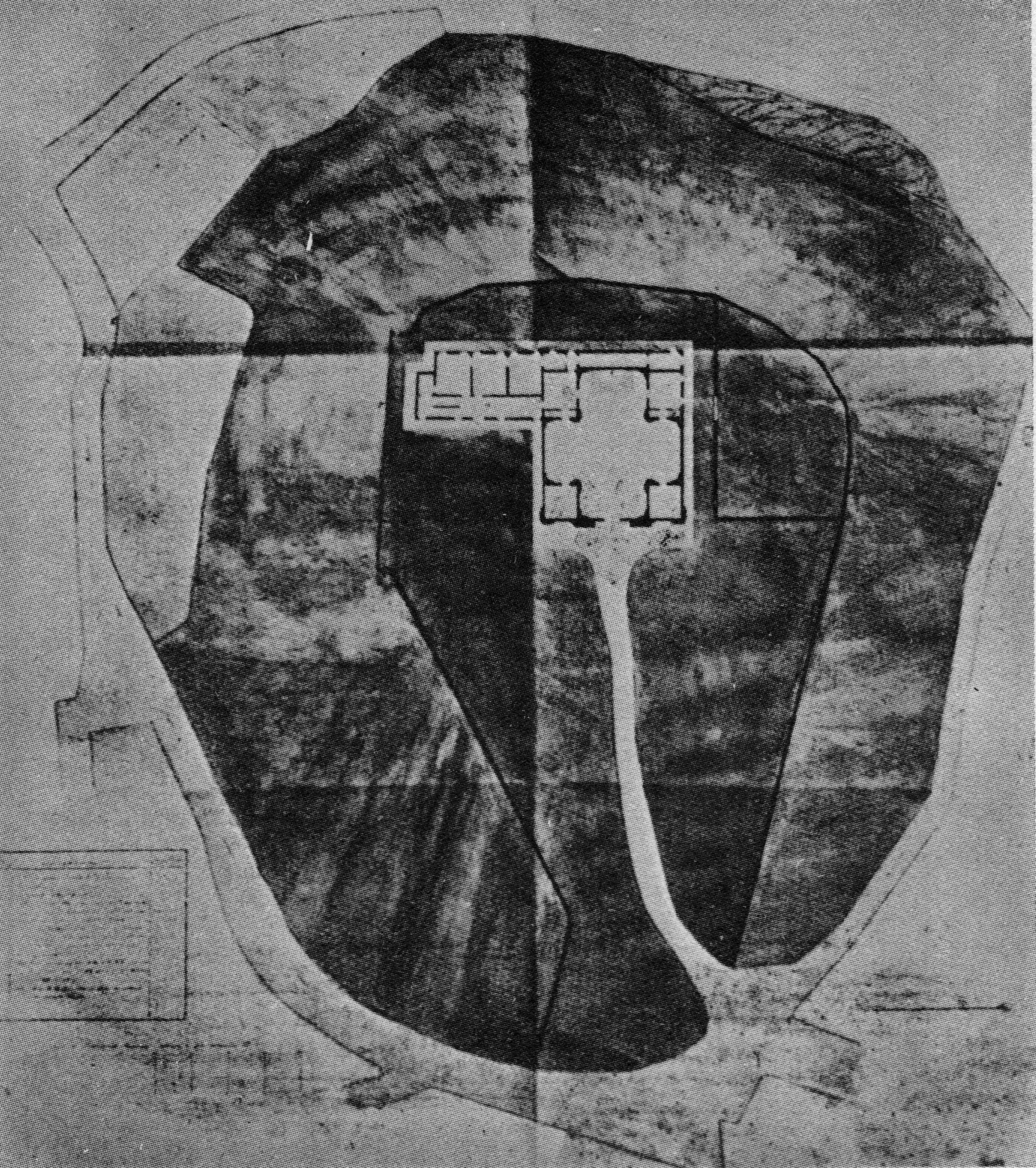
Pianta del santuario della Beata Vergine del Castello di Fiorano nel 1810

Nel 1815 don Pier Giovanni Brascaglia acquistò un organo per il santuario che fu prodotto da Annibale Traeri al prezzo di 2622 lire. Don Brascaglia inoltre procedette a vari restauri tra il 1817 ed il 1820 finanziati in parte con risorse proprie ed in parte con le donazioni di fedeli. Dalla primavera 1817 all'estate 1817 fu restaurata la canonica parrocchiale. Furono compiuti i restauri del tetto oltre che riparazioni interne ed esterne alla chiesa.
Fu costruito un portico presso la canonica includendo l'antico pozzo del castello che fu riaperto, ripulito e restaurato per raccogliere l'acqua piovana raccolta dai tetti. Tra il 1818 ed il 1820, don Pier Giovanni Brascaglia, acquistò i suppellettili e le argenterie della chiesa. Nel 1822 fu riparata la cupola della chiesa sussidiale della Madonna.
La notte 29 settembre 1833, a seguito di una grande pioggia, si verificò una frana che coinvolse il lato centro-settentrionale del santuario. Nel 1834 furono riparati i danni della frana ed effettuati lavori di consolidamento del terreno al fine di prevenire ulteriori frane.
Nel 1846, don Pier Antonio Olivari (succeduto a don Brascaglia), fece costruire il pulpito in legno di noce, olmo e frassino dall'artista modenese Andrea Pagliani.

### Restauri ed ampliamenti dal 1866

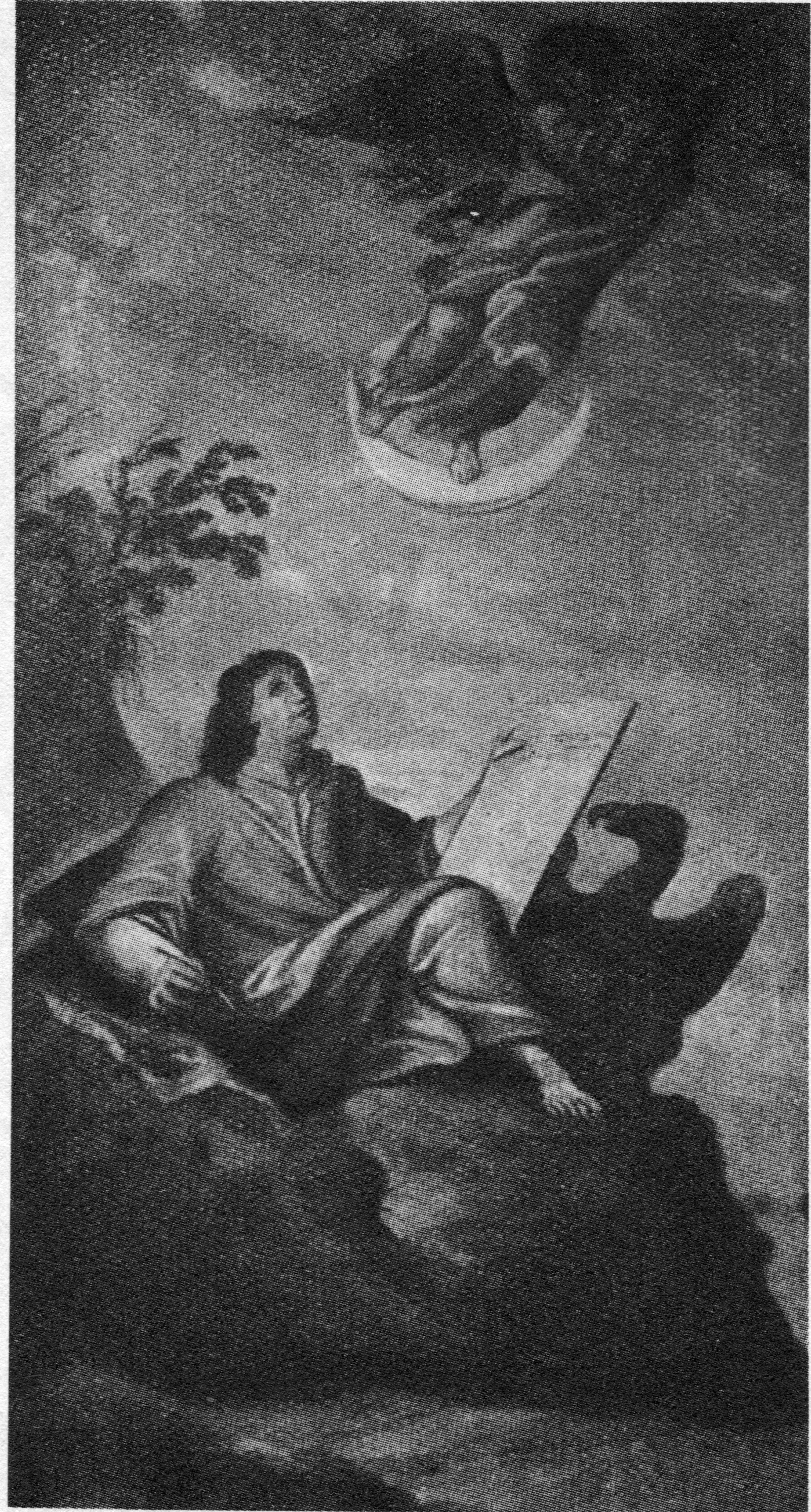
San Giovanni Evangelista in Pathmos. Dipinto nel santuario, eseguito da Tommaso Costa nel 1674.

Il 4 agosto 1863, il geometra Paolo Ruini, per incarico ricevuto dal comune di Fiorano Modenese, procede ad una sommaria perizia dei lavori da eseguire per consolidare la Cupola del Santuario e stima che la spesa minima per il restauro sia di 4000 lire. Il comune inoltra al Ministero di Grazia e Giustizia domanda per sussidio. Il Ministero di Grazia e Giustizia rifiuta il sussidio domandato il 29 novembre 1863, con dispaccio diretto alla R. Prefettura di Modena N. 88588 Div. 3ª. Nel maggio 1864 i fabbricieri del Santuario Don Serafino Ferrari, Giuseppe Cuoghi e dott. Pietro Frigieri fanno domanda di finanziamento al consiglio comunale di Fiorano Modenese. Il 31 maggio 1864 iniziano una raccolta fondi tra i cittadini fioranesi partendo con un ammontare di 500 lire. I fabbricieri rivolsero anche al consiglio Provinciale di Modena una richiesta di finanziamento nell'agosto 1864 che viene però respinta in settembre. I fabbricieri fanno nuovamente domanda di finanziamento il 15 novembre 1964 al consiglio comunale di Fiorano che il 30 novembre concede nella misura di 500 lire. Il 2 settembre 1865 il Ministero della Pubblica Istruzione richiese una perizia per i lavori di restauro alla cupola che venne effettuata il 19 settembre dello stesso anno dall'ingegner Urtoler del Genio Civile, dall'architetto Cesare Costa e da Adeodato Malatesta stimando una spesa preventiva di 12320 lire. Stimarono inoltre che dalla vendita del vecchio piombo si potesse ricavare 2790 lire portando i costi a 9530 lire.Il 25 ottobre 1865 concede alla fabbricieri di costituirsi garante per un mutuo da 6000 lire per iniziare i lavori di restauro.
L'8 aprile 1866 il capomastro Antonio Gozzi di Casinalbo inizia i lavori di restauro sia all'interno che all'esterno. L'appalto è stato assegnato per l'importo di 1000 lire da pagare metà al collaudo e metà a lavori ultimati.
Il 15 giugno 1866 il pittore modenese prof. Adeodato Malatesta, allora direttore dell'Accademia di belle arti, intraprende il lavoro di restauro gratuito delle pitture interne alla cupola del santuario che fu completato il 25 novembre dello stesso anno.
Il 1º ottobre 1880 don Giuseppe Messori si impegnò - a proprie spese - a costruire la seconda torre, quella settentrionale, del Santuario secondo il disegno originale dell'Avanzini riservandosi il privilegio per sé e per gli eredi di suo fratello Giacinto Messori: «L'uso perpetuo e irrevocabile di tutto l'ambiente interno della torre e lo spazio per praticare una cella sotto l'attuale suolo della torre medesima; riservandosi di praticare al pian terreno della torre in discorso una cappella e sottostante camera mortuaria esclusivamente per seppellimento proprio, del fratello Giacinto e discendenti di quest'ultimo in perpetuo; e di adattare un ambiente prospiciente nell'interno della Chiesa per mezzo di Tribuna, anche questo ad uso perpetuo, ed esclusivo del sottoscritto e suoi eredi ex-fratre dottor Giacinto Messori». Le clausole furono tutte accettate alla condizione che l'uso interno della torre, delle tombe e della tribuna duri fino a che durerà "discendenza maschile" del dottor Giacinto Messori.
Il 26 dicembre 1880 la fabbriceria incarica l'ingegner architetto Vincenzo Maestri di Modena di redigere il progetto per il compimento della facciata del santuario e dirigere i lavori. Maestri dirigerà gratuitamente i lavori per quasi sei anni.

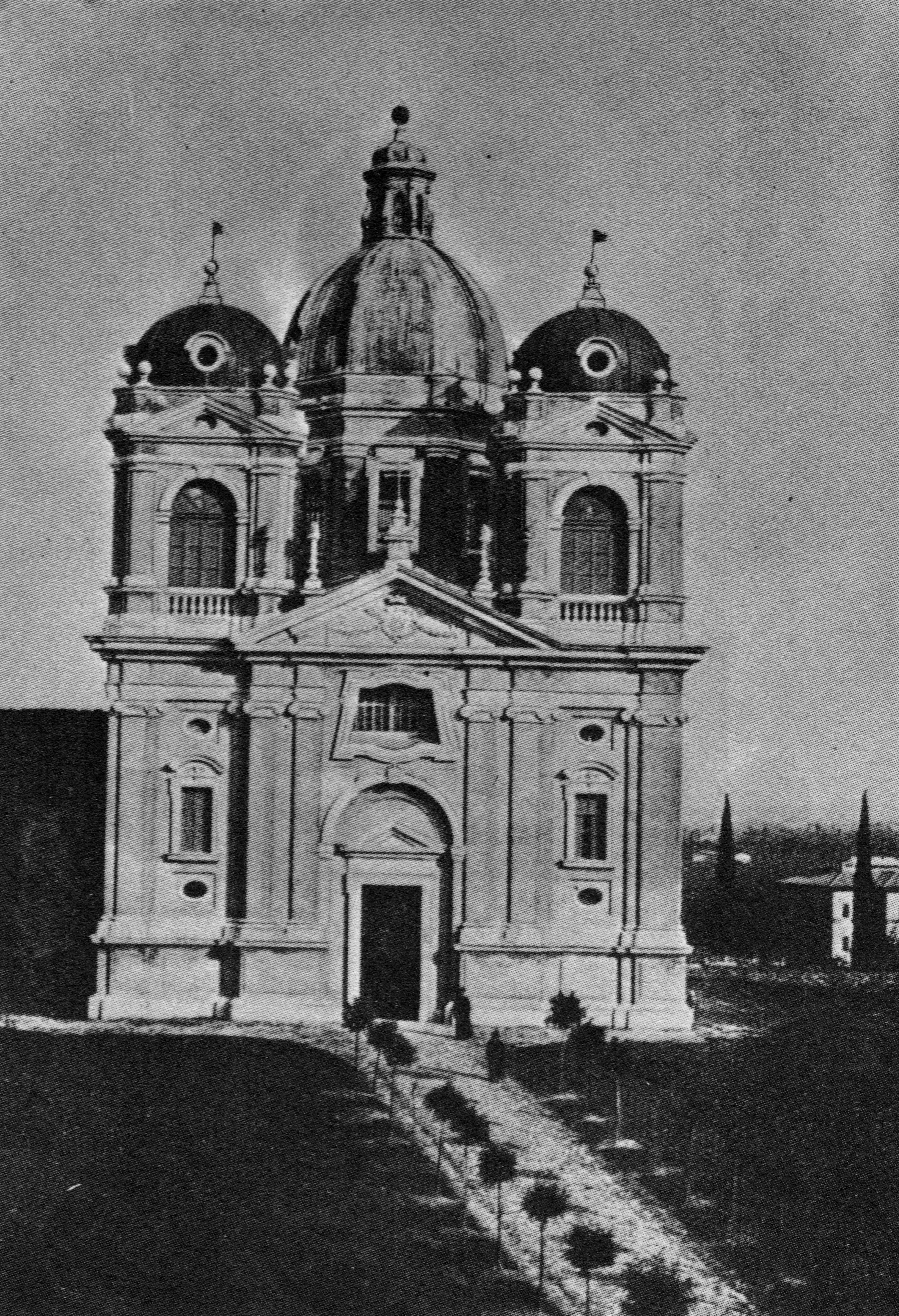
Prospetto del santuario dopo il completamento della facciata nel 1889

L'8 settembre 1889 si tenne l'inaugurazione della nuova facciata marmorea del santuario. A ricordo dei lavori eseguiti, furono collocate due lapidi di marmo di Carrara incise da Eugenio Cerchiari di Modena.
(Prima lapide in ringraziamento del prof. Malatesta)
(Seconda lapide in ringraziamento dell'ingegner Vincenzo Maestri)
Nel 1906 terminata la costruzione, si dà incarico a Giuseppe Mazzoni e Alberto Artioli di completare le decorazioni interne.

### Consacrazione
Il 13 settembre 1907 l'arcivescovo di Modena Natale Bruni consacra il santuario.
Nel 1919 l'immagine della Beata Vergine viene incoronata con corona aurea per concessione del Capitolo di San Pietro in Vaticano, un privilegio consentito solo alle immagini che per antichità e per quantità di miracoli si fossero rese celebri nel tempo.
Nel 1934 papa Pio XI concede il titolo di "Maria Mediatrice di tutte le Grazie". Lo stesso anno s'inaugurano l'adiacente Casa degli Esercizi e il Salone del Pellegrino.
In occasione del 350º anniversario della fondazione, nel 1984, l'arcivescovo Bartolomeo Santo Quadri, su richiesta del Parroco e Rettore del Santuario Monsignor Eligio Silvestri e di Monsignor Rino Annovi, fioranese e parroco del Duomo di Modena, avvia le procedure per il riconoscimento del titolo di Basilica minore.
Con bolla pontificia del 27 settembre 1989 papa Giovanni Paolo II riconosce ufficialmente il santuario di Fiorano Modenese quale basilica minore, quarta della arcidiocesi di Modena-Nonantola.